# Charlotte Brontë
Charlotte Brontë, född 21 april 1816 i Thornton, West Yorkshire, död 31 mars 1855 i Haworth, West Yorkshire, var en brittisk författare. Hon var syster till Emily Brontë och Anne Brontë. Charlotte Brontë använde sig av pseudonymen Currer Bell.

## Biografi
Charlotte Brontë föddes som tredje barn till Patrick och Maria Branwell. Hennes far var irländare och präst i engelska kyrkan. Den 20 april 1820 flyttade familjen till Haworth nära Keighley i Yorkshire, där hennes far verkade som komminister fram till sin död 1861. Charlotte hade två yngre systrar, Emily och Anne, samt en bror, Branwell. Hennes två äldre systrar hade dött under åren som de gick i skola.
Charlottes mor avled 15 september 1821, och därefter fick syskonen Brontë sin uppfostran hos en kvinnlig släkting, Elizabeth Branwell. Elizabeth försökte gifta bort sina tre skyddslingar men Charlotte hade tidigt en längtan efter att klara sig på egen hand. 
Charlotte och hennes systrar fick sin skolutbildning vid Clergy Daughter’s School i Cowan Bridge, vilken är förebilden för Lowood i romanen Jane Eyre. Hon arbetade som lärarinna 1835–1838. Tillsammans med systern Emily reste hon 1842 till Bryssel för att studera språk och tog arbete där som lärarinna 1843. Hon återvände till Haworth 1844, där hon blev involverad i ett projekt för en skola i Haworths prästgård.
1846 publicerades Poems av Currer, Ellis och Acton Bell, det vill säga Charlotte, Emily och Anne. Strax därefter sände Charlotte sin roman The Professor till olika förlag, dock utan framgång – den gavs inte ut förrän 1857.
Hon skrev Jane Eyre från augusti 1846 fram till 19 augusti 1847, och den utgavs 19 oktober 1847 i tre volymer under signaturen Currer Bell.
Bland hennes övriga romaner finns Shirley (1849) och Villette (1851). 
Hon fick flera äktenskapserbjudanden och gifte sig slutligen 29 juni 1854 med sin fars kyrkoadjunkt, A.B. Nicholls. Det var med tungt hjärta hon gick till altaret och hon kom inte över att hon var tvungen att ge upp sin dröm om ett fritt liv. Charlotte Brontë avled påföljande år till följd av graviditetskomplikationer.
Den historiskt sett mest berömda levnadstecknaren av Charlotte Brontë är den brittiska författaren Elizabeth Gaskell (1810–1865), vars The Life of Charlotte Brontë blivit en av författarbiografiernas huvudverk. Charlotte Brontës liv var minst lika speciellt som huvudpersonerna i hennes romaner. Hon växte upp i isolering med sina syskon på Yorkshires hedar, och hade inget annat att sysselsätta sig med än författande och studier. En kort period försörjde hon sig liksom sin syster Emily som lärarinna. Debuten som författare gjorde hon med sina systrar 1846 då de under pseudonymer utgav några dikter som inte räknas till de stora klassikerna. Året därefter publicerade hon Jane Eyre och dedicerade den till William Thackeray, som då inte kunde hålla hemligheten, utan röjde hennes identitet.

## Eftermäle
Nedslagskratern Brontë på planeten Merkurius är uppkallad efter henne och flera av hennes syskon.

## Romaner
- 1847 – Jane Eyre
  - Jane Eyre: en sjelfbiografi (anonym översättning, Linköping, 1850)
  - Jane Eyre: en själf-biographie (anonym översättning, Stockholm, 1850)
  - Jane Eyre: en sjelfbiografi (anonym översättning, Upsala, 1855)
  -  Jane Eyre : en sjelfbiografi (D. 1). Upsala: C. A. Leffler. 1855. Libris 19337539. http://hdl.handle.net/2077/42069
  -  Jane Eyre : en sjelfbiografi (D. 2). Upsala: C. A. Leffler. 1855. Libris 19340939. http://hdl.handle.net/2077/42077
  - Jane Eyre (översättning Carl Johan Backman, Hæggström, 1873)
  - Jane Eyre ([anonym] Övers. från W. T. Steads engelska bearbetning, Åhlén & Åkerlund, 1921)
  - Jane Eyre (översättning Ingegerd von Tell, Natur och kultur, 1943)
  - Jane Eyre (översättning Gun-Britt Sundström, Bonnier, 1999)
  - Jane Eyre (återberättad av Malin Lindroth, LL-förlaget, 2005)
  - Jane Eyre: seriealbum (manusbearbetning Amy Corzine, illustrationer John M. Burns, svensk bearbetning och översättning Helena Olsson, Argasso, 2011)
- 1849 – Shirley
  - Shirley (översättning Eric Rudolf Henschen, Wasmuth, 1854)
- 1853 – Villette
  - Villette (anonym översättning, Linköping: Ridderstad, 1854)
  -  Villette (D. 1 & 2). Linköping: C. F. Ridderstad. 1854. Libris 11560308. http://hdl.handle.net/2077/42054
- 1857 – The Professor (skriven före Jane Eyre, utg. postumt)
  - Professoren (anonym översättning, Linköping, 1858)
- "The search after happiness"
  - [Okänd svensk titel]. Ingår i Ungdomssynder (översättning av Bertil Falk, Zen Zat,2008) [Innehåller även en novell av Jane Austen]